# NGC 5341
NGC 5341 је спирална галаксија у сазвежђу Ловачки пси која се налази на NGC листи објеката дубоког неба.
Деклинација објекта је + 37° 49' 1" а ректасцензија 13h 52m 32,1s. Привидна величина (магнитуда) објекта NGC 5341 износи 13,6 а фотографска магнитуда 14,2. NGC 5341 је још познат и под ознакама UGC 8792, MCG 6-31-2, CGCG 190-69, IRAS 13503+3803, CGCG 191-2, KUG 1350+380, PGC 49285.